# یوتو ساشینامی
یوتو ساشینامی (انگلیسی: Yuto Sashinami؛ زادهٔ ۲۸ ژوئن ۱۹۹۳) بازیکن فوتبال اهل ژاپن است.